# Saison 2018 de l'équipe cycliste Cervélo Bigla
La saison 2018 de l'équipe cycliste Cervélo Bigla est la cinquième de la formation depuis son retour au niveau professionnel en 2014. L'équipe réduit son effectif, en laissant partir sept coureuses, dont la championne d'Allemagne Lisa Klein. Elle se renforce dans le contre-la-montre en recrutant la Belge Ann-Sophie Duyck et la Britannique Claire Rose. La prometteuse Danoise Emma Norsgaard Jørgensen rejoint également l'équipe.
Ashleigh Moolman est la principale pourvoyeuse de résultats de l'équipe. Elle est quatrième du Tour des Flandres, puis deuxième de la Flèche wallonne et quatrième de Liège-Bastogne-Liège. Elle est ensuite sixième de l'Emakumeen Euskal Bira . Surtout, elle se classe deuxième du Tour d'Italie en étant la seule à pouvoir véritablement rivaliser avec Annemiek van Vleuten. Elle est troisième de La course by Le Tour de France. Elle passe néanmoins au travers des championnats du monde, qui semblaient taillés pour elle. Lotta Lepistö, la sprinteuse de l'équipe, ne connait pas le même succès qu'en 2017. Elle conserve néanmoins ses deux titres nationaux. Elle est troisième de l'Open de Suède Vårgårda et cinquième de RideLondon-Classique. Elle gagne également une étape du The Women's Tour. Cecilie Uttrup Ludwig à l'inverse réalise une saison sur la lancée de la précédente. Elle conserve son titre de championne du contre-la-montre au Danemark. Elle est sixième du Tour d'Italie, puis quatrième de La course by Le Tour de France, épreuve dont elle a été la principale animatrice. Elle se montre également lors des championnats du monde. La saison voit également la nette progression d'Emma Norsgaard Jørgensen, qui s'illustre sur les prologues et les sprints. Ann-Sophie Duyck et Nicole Hanselmann, respectivement championne de Belgique et de Suisse du contre-la-montre, sont des chevilles ouvrières de la formation. Sur le plan collectif, la formation est une valeur sûre du contre-la-montre par équipes avec une troisième place lors de l'Open de Suède Vårgårda puis du Tour de Norvège dans la discipline. Ashleigh Moolman est cinquième du classement UCI et sixième du classement World Tour. L'équipe est septième des deux classements.

## Préparation de la saison

### Partenaires et matériel de l'équipe

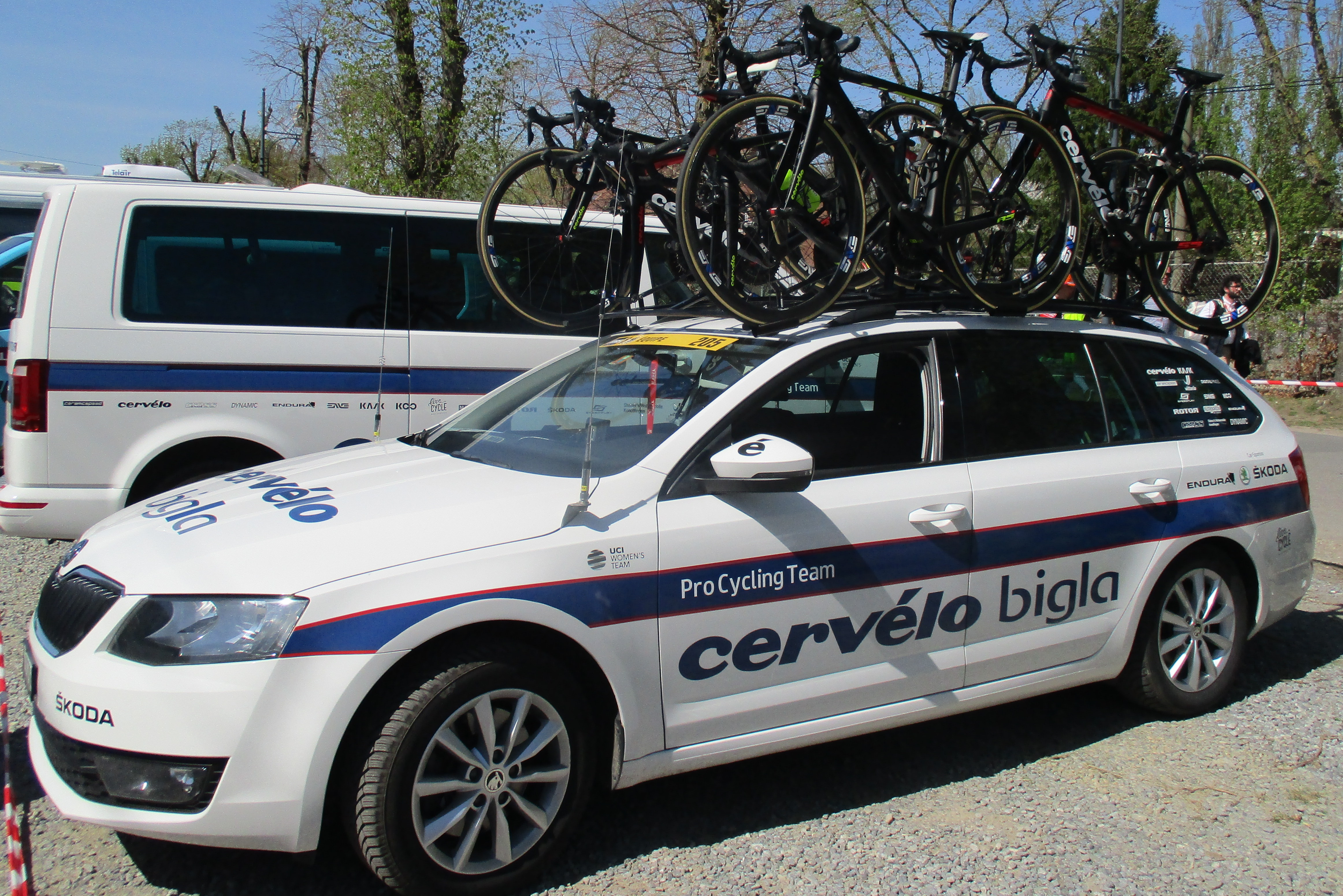
Voiture de l'équipe

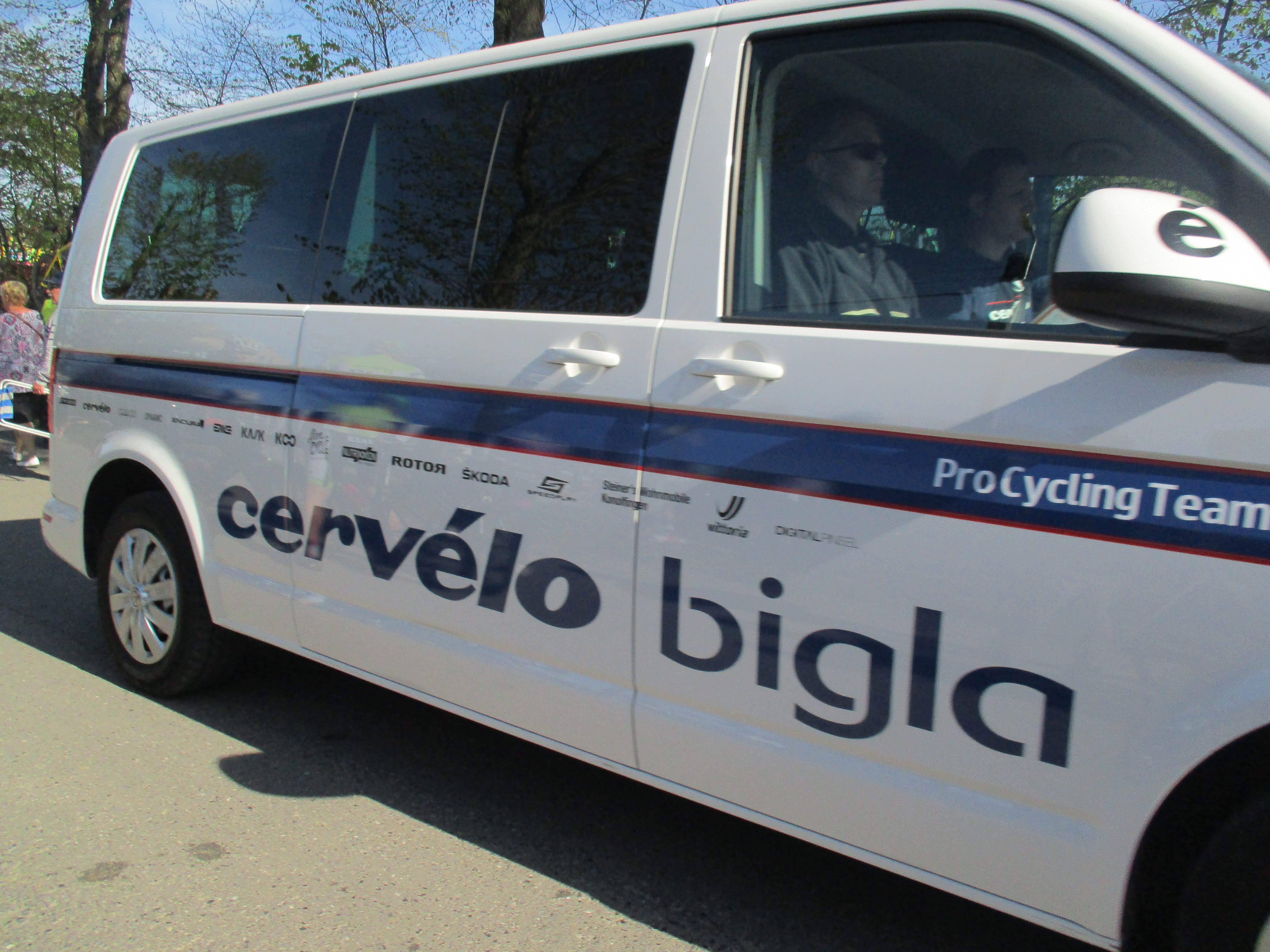
Véhicule de l'équipe

Les vélos sont fournis par la marque Cervélo. Le fabricant de meubles suisse Bigla est l'autre partenaire de l'équipe.

### Arrivées et départs
L'équipe enregistre l'arrivée de deux spécialistes du contre-la-montre avec la Belge Ann-Sophie Duyck et la Britannique Claire Rose. La Danoise Emma Norsgaard Jørgensen rejoint également l'équipe.
Au niveau des départs, la championne d'Allemagne Lisa Klein quitte l'équipe. La pistarde allemande Stephanie Pohl prend sa retraite. Ciara Horne, Christina Perchtold, Gabrielle Pilote-Fortin et Daria Pikulik ne font plus non plus partie de l'effectif, tout comme Allie Dragoo qui avait quitté le groupe en cours de saison 2017.
| Arrivées                 | Équipe 2017         |
| ------------------------ | ------------------- |
| Ann-Sophie Duyck         | Drops               |
| Emma Norsgaard Jørgensen | Néo-professionnelle |
| Claire Rose              | Visit Dallas-DNA    |

| Départs                 | Équipe 2018                |
| ----------------------- | -------------------------- |
| Allie Dragoo            | Sho-Air-Twenty20           |
| Ciara Horne             |                            |
| Lisa Klein              | Canyon-SRAM                |
| Christina Perchtold     | Health Mate-Cyclelive Team |
| Gabrielle Pilote-Fortin |                            |
| Daria Pikulik           |                            |
| Stephanie Pohl          | Retraite                   |

## Effectif et encadrement

### Effectif
| Effectif 2018                   | Effectif 2018     | Effectif 2018       | Effectif 2018                                    |
| Cycliste                        | Date de naissance | Pays                | Équipe précédente                                |
| ------------------------------- | ----------------- | ------------------- | ------------------------------------------------ |
| Ann-Sophie Duyck                | 23 juillet 1987   | Belgique            | Drops (2017)                                     |
| Nicole Hanselmann               | 6 mai 1991        | Suisse              |                                                  |
| Emma Norsgaard                  | 26 juillet 1999   | Danemark            | Team Rytger powered by Cykeltøj-Online.dk (2017) |
| Clara Koppenburg                | 3 août 1995       | Allemagne           |                                                  |
| Lotta Lepistö                   | 28 juin 1989      | Finlande            |                                                  |
| Cecilie Uttrup Ludwig           | 23 août 1995      | Danemark            | BMS BIRN (2016)                                  |
| Ashleigh Moolman                | 9 décembre 1985   | Afrique du Sud      | Hitec Products (2014)                            |
| Claire Rose                     | 23 mai 1987       | Royaume-Uni         | Visit Dallas DNA (2017)                          |
| Marie Vilmann                   | 21 octobre 1993   | Royaume du Danemark | BMS BIRN (2016)                                  |
| Sophie Wright (20 août–31 déc.) | 15 mars 1999      | Royaume-Uni         |                                                  |
|                                 |                   |                     |                                                  |
| Source : ProCyclingStats        |                   |                     |                                                  |

Portraits
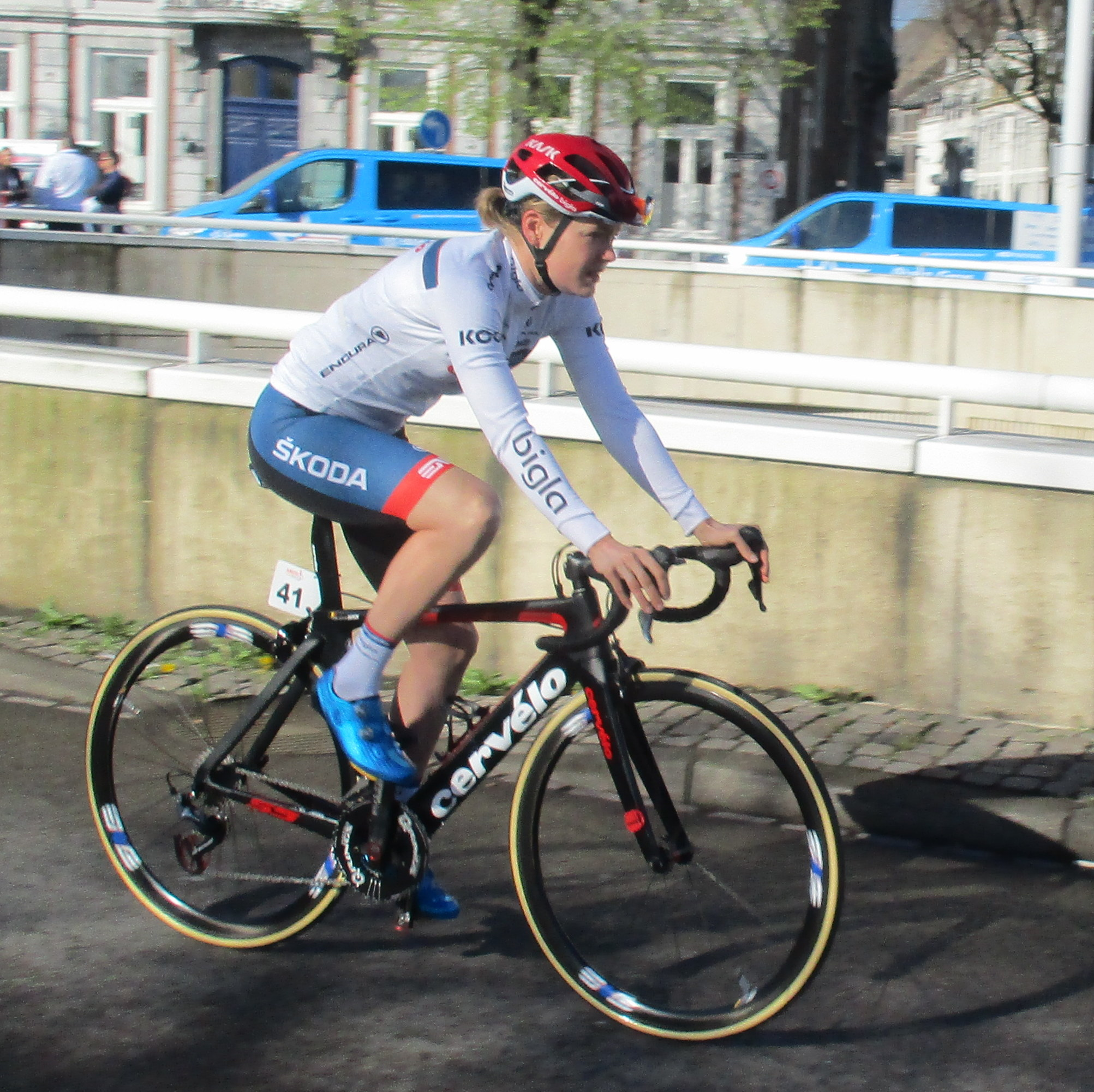
Ann-Sophie Duyck
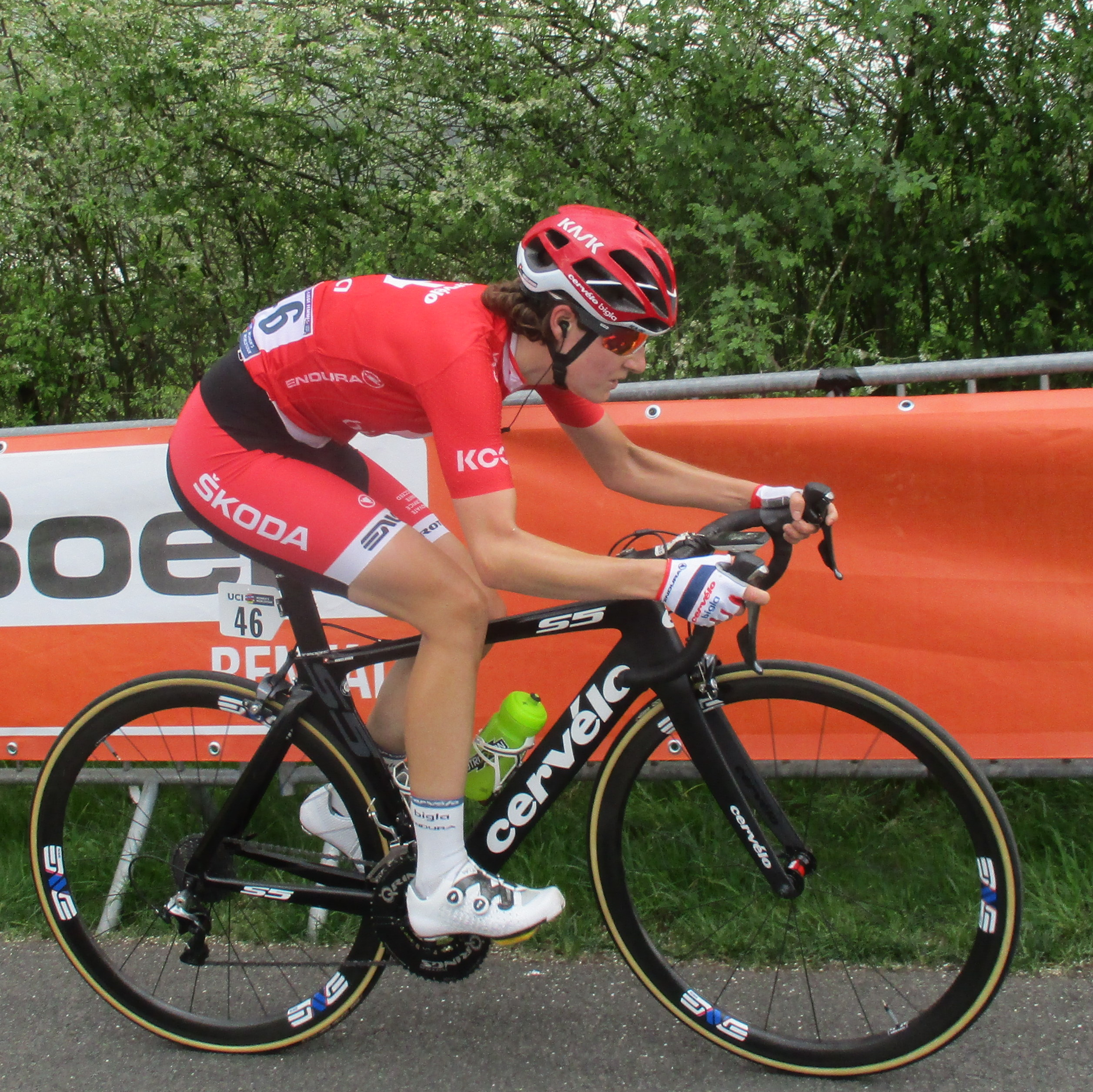
Nicole Hanselmann
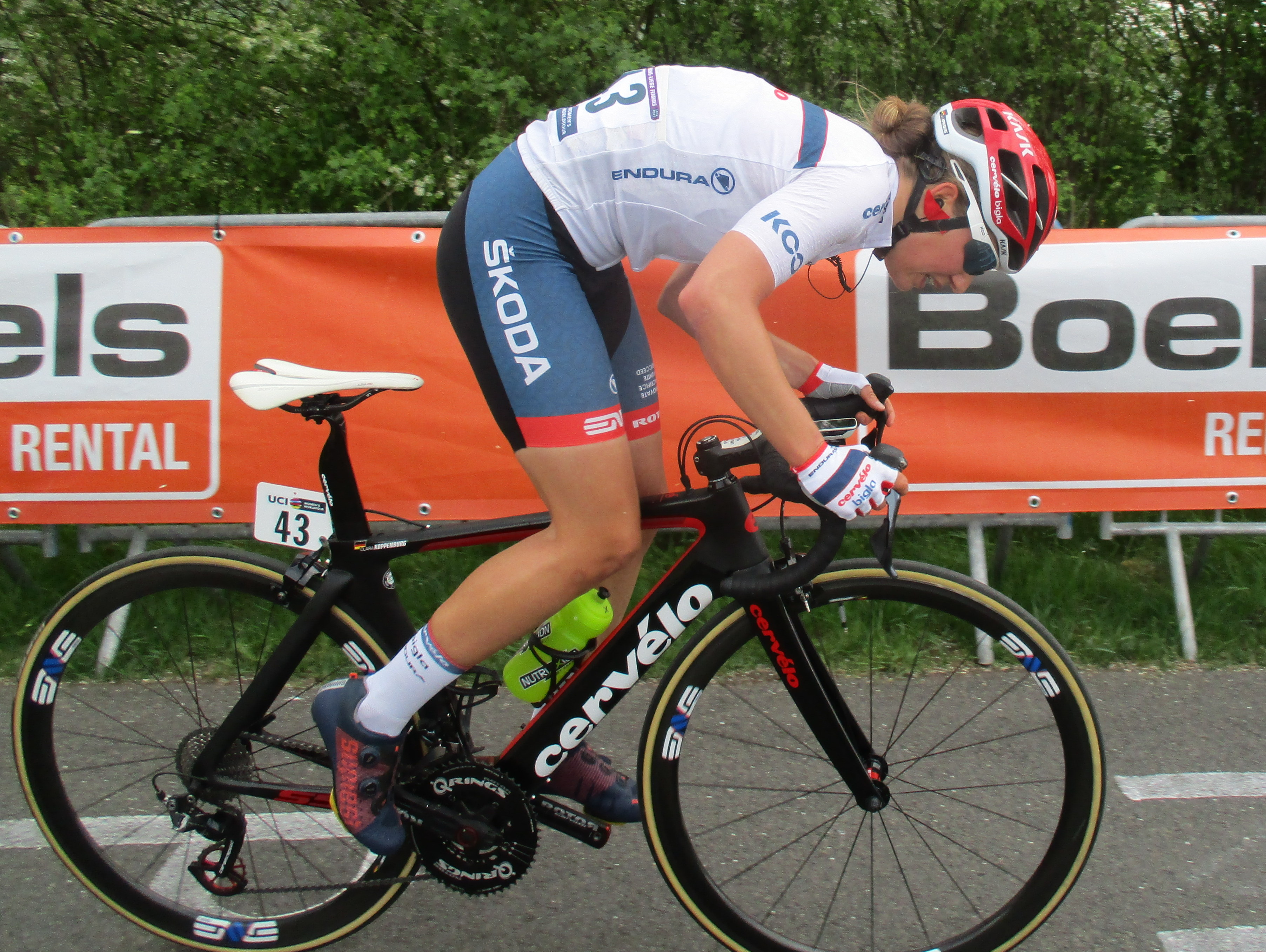
Clara Koppenburg
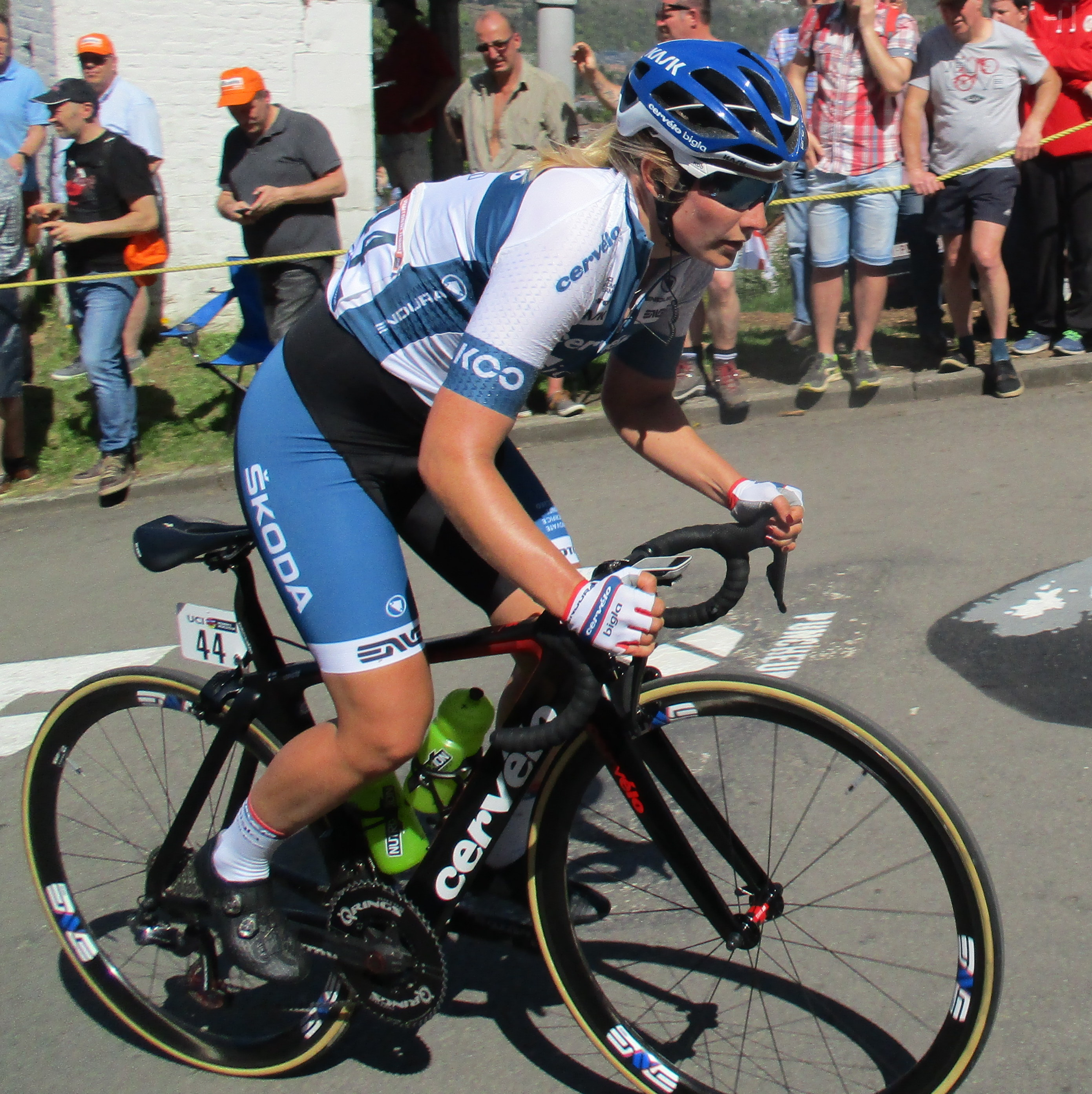
Lotta Lepistö
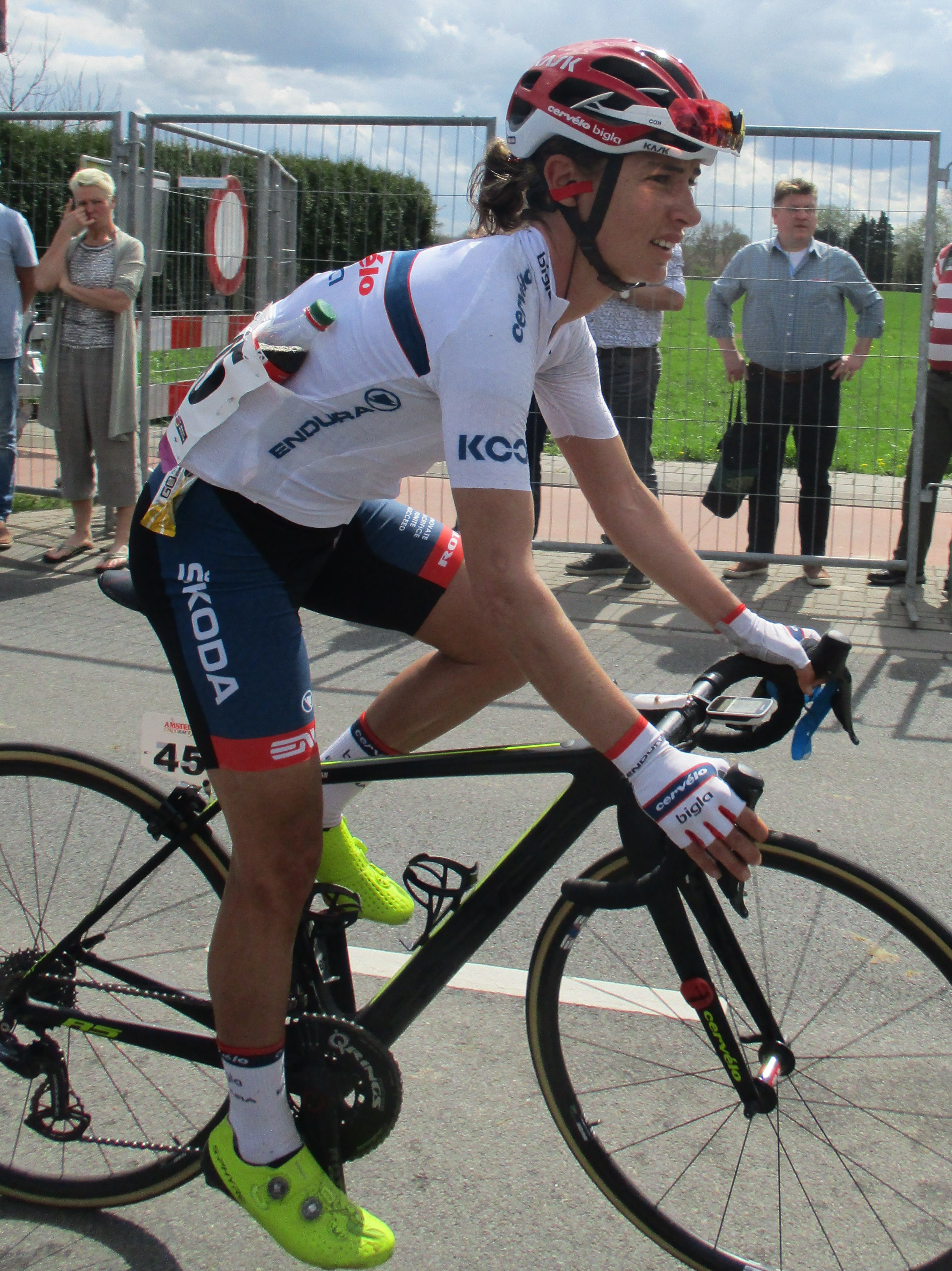
Ashleigh Moolman
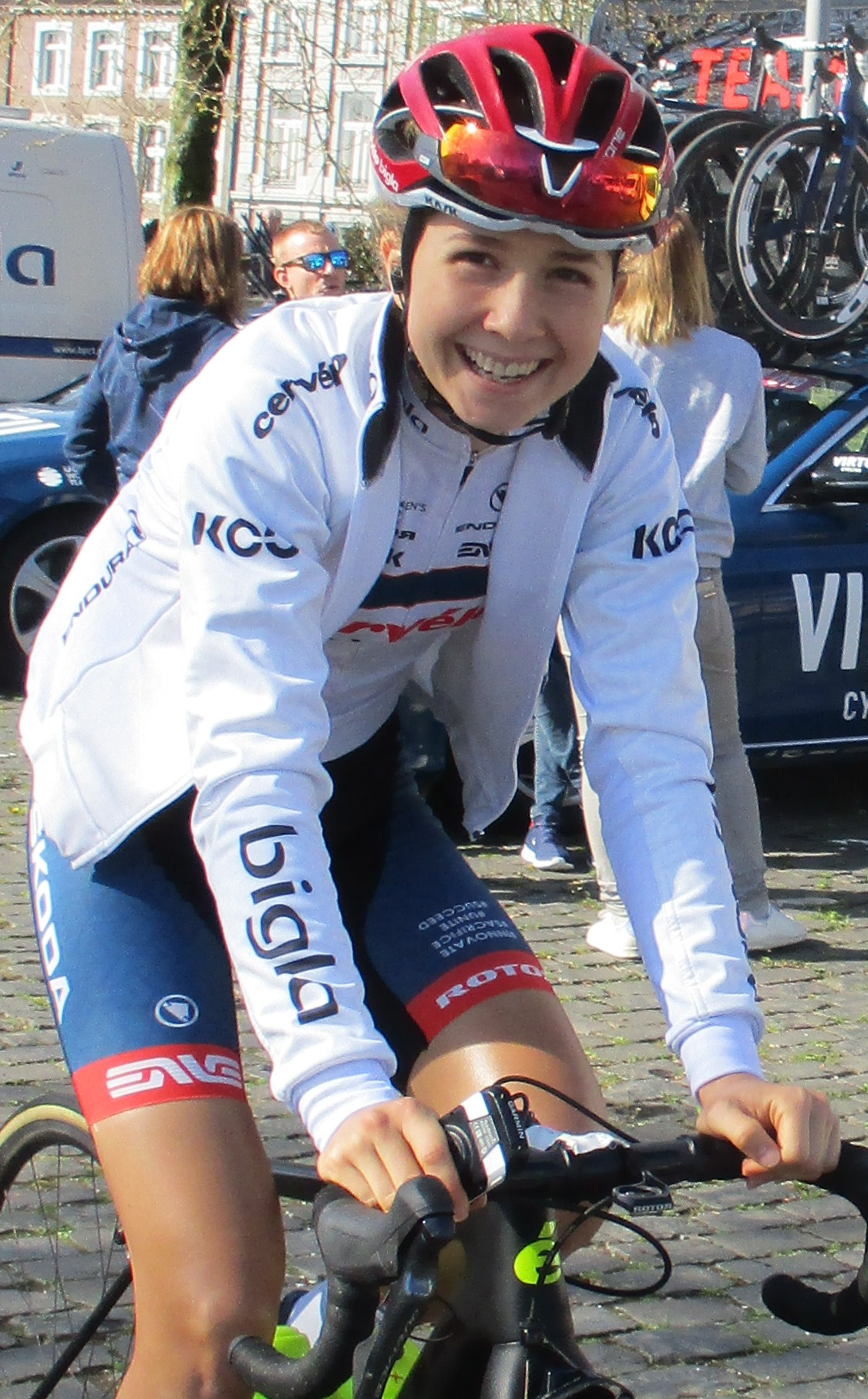
Cecilie Uttrup Ludwig
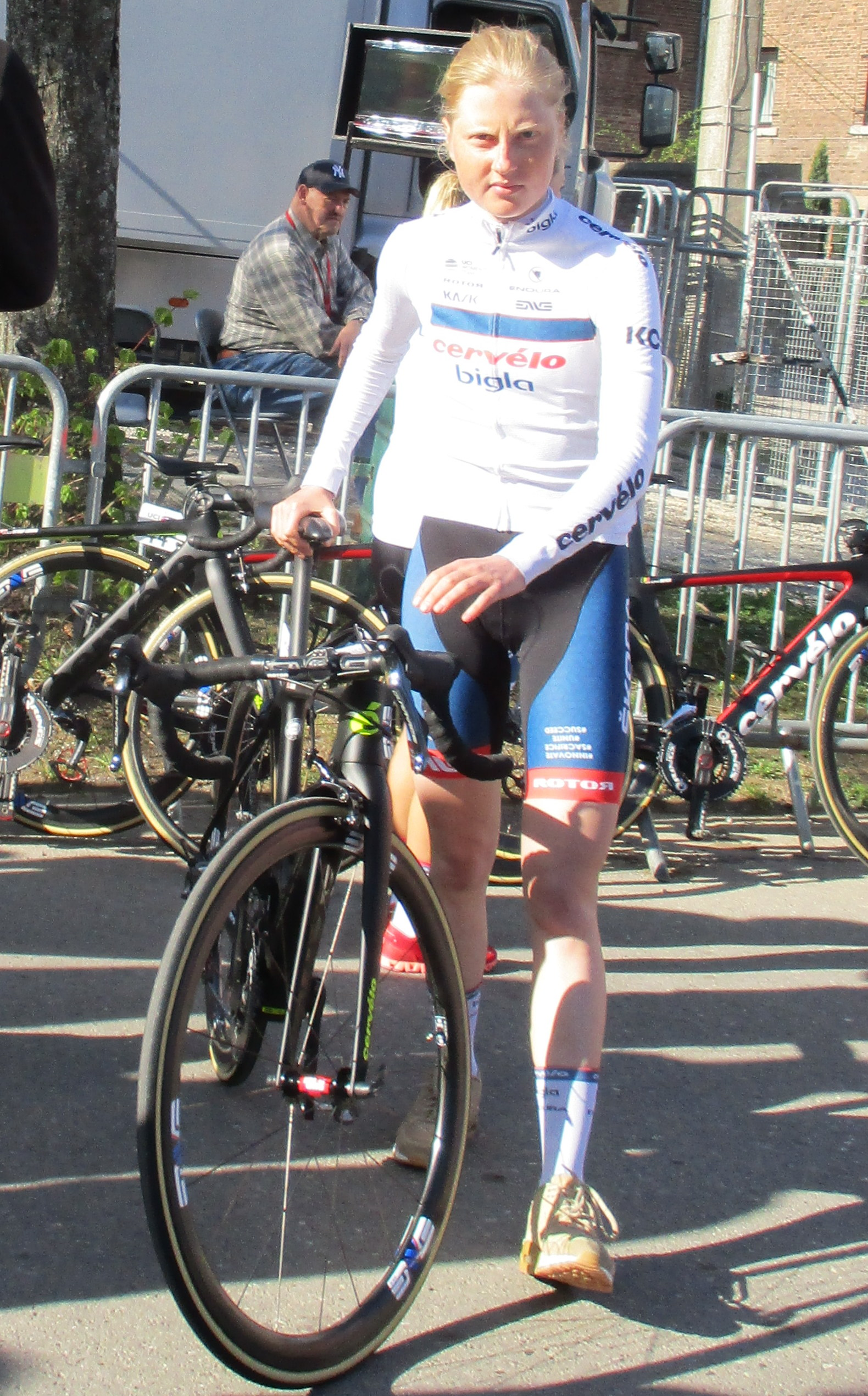
Marie Vilmann

### Encadrement
Thomas Campana est le représentant de l'équipe auprès de l'UCI et son directeur sportif. Fabian Jeker est son adjoint.

## Déroulement de la saison

### Février
Fin février, sur la première étape de la Setmana Ciclista Valenciana, l'Alto de Barxeta, au kilomètre quatre-vingt-dix est la première difficulté de la journée. Ashleigh Moolman attaque et est suivie de Katarzyna Niewiadoma. Sa pente de trois pour cent ne permet cependant pas de creuser des écarts significatifs. Dans la descente, Pauline Ferrand-Prévot accélère avec Lotta Lepistö, Margarita Victoria García et Shara Gillow. L'Alto de Barx, placé au kilomètre cent-quatre avec six kilomètres et 5,6 % permet de réaliser une nouvelle sélection. Ashleigh Moolman et Katarzyna Niewiadoma attaquent de nouveau. Elles passent au sommet avec presque une minute d'avance sur un groupe de dix poursuivantes. Les deux échappées se font reprendre sous la flamme rouge. Au sprint Ashleigh Moolman est deuxième,. Sur la troisième étape, Lotta Lepistö remporte le sprint du peloton et est deuxième de l'étape,. Sur l'ultime étape, les favorites se détachent dès la première difficulté. Elles sont neuf en tête dont Cecilie Uttrup Ludwig et Ashleigh Moolman. Cette dernière finit deuxième du sprint derrière Hannah Barnes. Le classement général est identique. Elle est également meilleure grimpeuse.

### Mars
Aux Strade Bianche, Ashleigh Moolman reste aux avant-postes et finit huitième. Cecilie Uttrup Ludwig est dixième. Cette dernière et également septième du Trofeo Alfredo Binda-Comune di Cittiglio,.
Sur À travers les Flandres, dans la côte du Trieu, les favorites accélèrent. On retrouve ainsi devant sept coureuses dont Ashleigh Moolman. Dans le dernier secteur pavé, le Herlegemstraat, Ellen van Dijk attaque. Derrière Ashleigh Moolman prend la sixième place,. À Gand-Wevelgem, elle tente de s'échapper dans le final sans succès. Elle est septième,.

### Avril

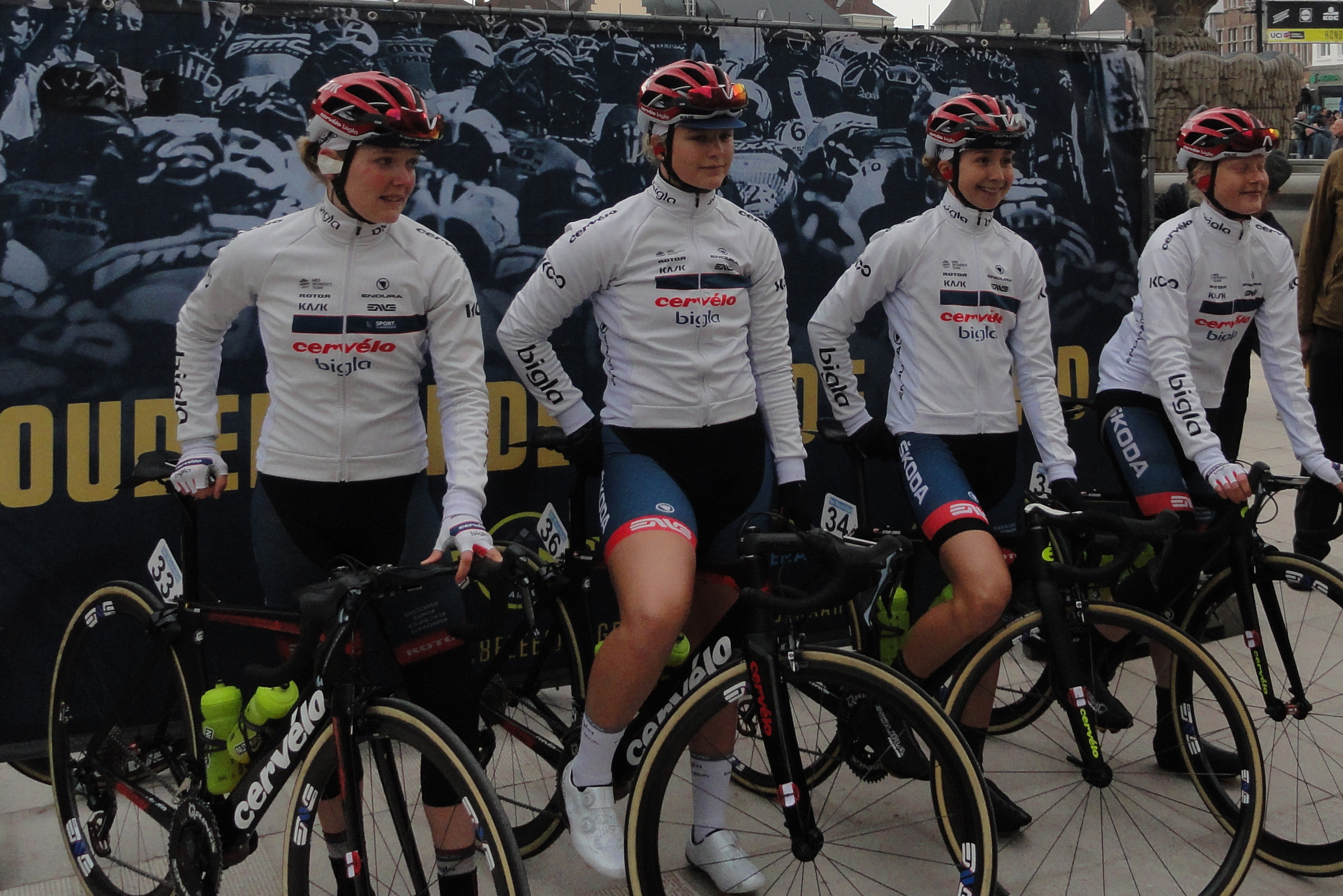
Au départ du Tour des Flandres

Au Tour des Flandres, après le mur de Grammont, le parcours effectue une sorte de pause les monts. Celle-ci est mise à profit par sept coureuses dont Pascale Jeuland, Lotta Lepistö et Sofia Bertizzolo pour partir. Leur escapade n'est cependant que de courte durée. En haut du Kruisberg, onze favorites dont Ashleigh Moolman se détachent. Anna van der Breggen sort seule peu après. Ashleigh Moolman passe à l'offensive dans le vieux Quaremont. Sur le passage bitumé le suivant directement, Annemiek van Vleuten s'isole également devant. Chantal Blaak reprend les fugitives dans le Paterberg. Ashleigh Moolman est finalement quatrième,.

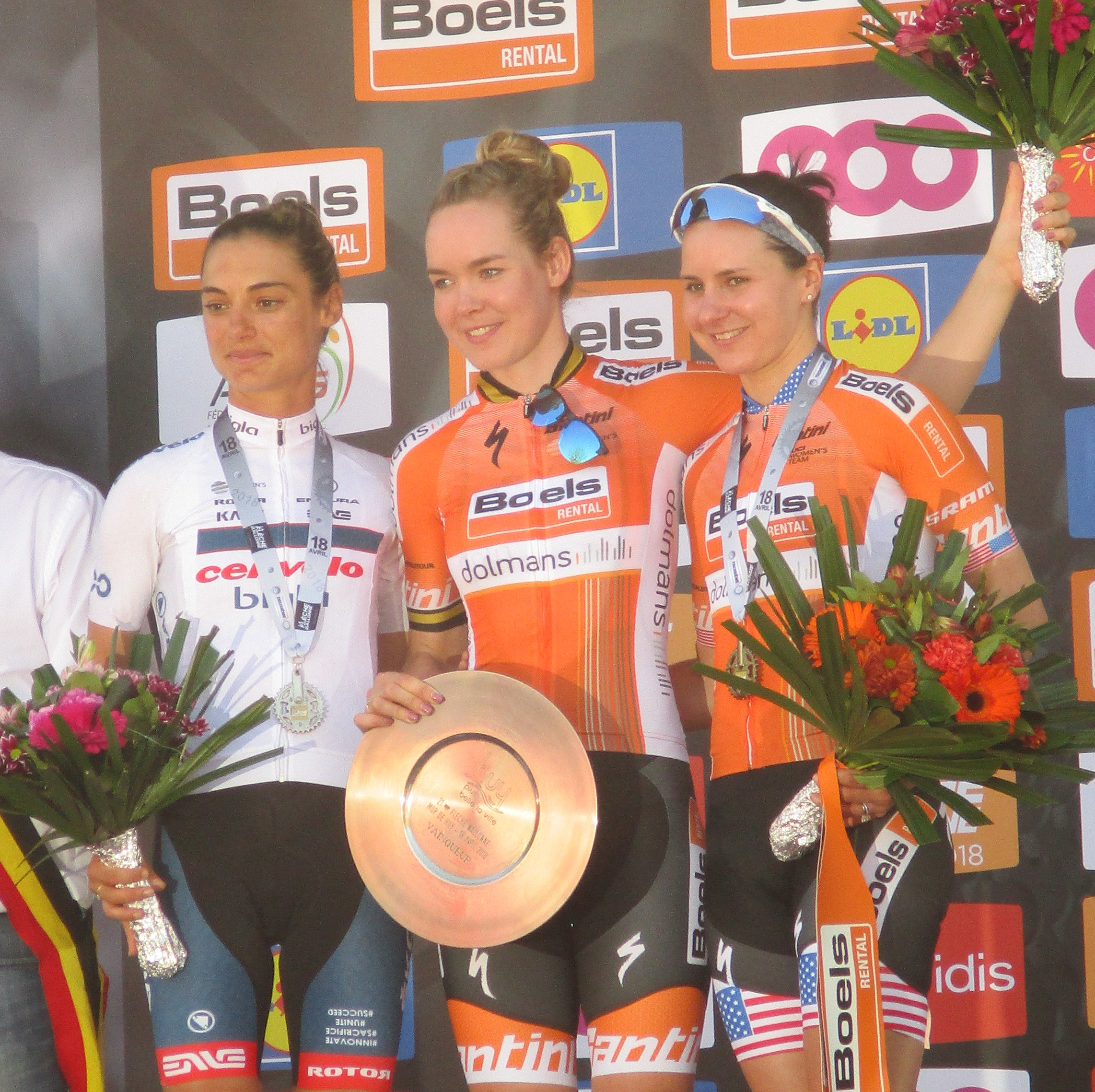
Podium de la Flèche wallonne

À l'Amstel Gold Race, le passage du Keutenberg au kilomètre cinquante-quatre provoque une sélection. Un groupe de huit coureuses se forme à son sommet avec Lotta Lepistö. L'avantage de l'échappée monte à deux minutes trente. Dans l'avant-dernière montée du Cauberg, Chantal Blaak accélère et n'est suivie que par Alexis Ryan puis par Amanda Spratt. Derrière, Brand, Cordon et Markus allient leurs forces et reviennent sur la tête. Lotta Lepistö et Giorgia Bronzini sont en chassent derrière. Elles réalisent la jonction qu'au pied de la dernière ascension du Cauberg et sont immédiatement relâchées. Lotta Lepistö est huitième,. À la Flèche wallonne, Ashleigh Moolman est la première à accélérer dans le mur de Huy à cinq cents mètres du but après avoir repris les fuyardes. La Sud-Africaine est suivie par Anna van der Breggen qui la double sur la fin,. À Liège-Bastogne-Liège, dans la côte de la Roche-aux-Faucons, Ashleigh Moolman passe à l'offensive. Elle est suivie par Anna van der Breggen et Megan Guarnier puis par Annemiek van Vleuten. Peu après un groupe dix coureuses se forme. Amanda Spratt profite du surnombre pour sortir. Elle est en tête avec cinquante secondes d'avance à dix kilomètres de l'arrivée. Dans la côte de Saint-Nicolas, Anna van der Breggen et Ashleigh Moolman attaquent de nouveau. La Néerlandaise se montre plus forte et revient seule sur l'Australienne à cinq kilomètres de l'arrivée. À la flamme rouge, elle accélère pour aller s'imposer seule. Amanda Spratt est deuxième. Annemiek van Vleuten et Ashleigh Moolman sprintent pour la troisième place et la Néerlandaise se montre plus rapide.
Au Festival Elsy Jacobs, Cecilie Uttrup Ludwig est troisième du prologue. Ashleigh Moolman est neuvième. Lotta lepistö est deuxième du sprint de la dernière étape derrière Letizia Paternoster,.

### Mai
À l'Emakumeen Euskal Bira, Ashleigh Moolman est quatrième du contre-la-montre individuel, pourtant plat,. Le lendemain, Clara Koppenburg fait partie de la bonne échappée. Elle se classe troisième,. Finalement, Ashleigh Moolman est sixième de l'épreuve. À la Classique Morbihan, une sélection s'opère à sept kilomètres de l'arrivée. Dans la côte de Cadoudal, Ashleigh Moolman attaque et s'impose. Elle récidive le lendemain au Grand Prix de Plumelec-Morbihan, en produisant également son effort dans la dernière montée de Cadoudal.

### Juin
Au Women's Tour, Lotta Lepistö s'impose au sprint lors de la dernière étape.
Sur les championnats nationaux, Lotta Lepistö conserve ses titres en contre-la-montre et sur route. Ann-Sophie Duyck et Cecilie Uttrup Ludwig en font de même respectivement en Belgique et au Danemark sur le contre-la-montre. Nicole Hanselmann gagne également le contre-la-montre en Suisse.

### Juillet
Au Tour d'Italie, la formation Cervélo Bigla est quatrième du contre-la-montre par équipes inaugural vingt-deux secondes derrière la Sunweb,. Sur la quatrième étape, Lotta Lepistö finit troisième du sprint,. Sur l'étape suivante, Clara Koppenburg fait partie de l'échappée, mais celle-ci est reprise. Lors de la première arrivée au sommet, Ashleigh Moolman se classe troisième avec les favorites à trente-et-une secondes d'Amanda Spratt. Cecilie Uttrup Ludwig est dans le même temps,. Sur le contre-la-montre, la Sud-Africaine est deuxième mais deux minutes vingt-huit derrière Annemiek van Vleuten. Elle remonte à la troisième place du classement général. Cecilie Uttrup Ludwig est huitième,. Sur l'étape du Zoncolan, Ashleigh Moolman attaque au bout de quatre kilomètres d'ascension. Elle est suivie par Annemiek van Vleuten mais continue à imprimer un rythme élevé. À trois kilomètres de l'arrivée, Annemiek van Vleuten attaque à son tour et va s'imposer seule. Derrière Ashleigh Moolman prend la deuxième place garantissant la même place au classement général. Cecilie Uttrup Ludwig finit huitième de l'étape et remonte à la sixième place du classement général. Ashleigh Moolman explique après l'arrivée qu'elle aurait pu choisir une stratégie plus attentiste afin de gagner l'étape, mais qu'elle a donné la priorité au classement général,. Sur la dernière étape, elle arrive avec les autres favorites. Elle est deuxième du Tour d'Italie. Cecilie Uttrup Ludwig est sixième. 
À la course by Le Tour de France, Lotta Lepistö attaque en début de course mais est reprise. À quatre kilomètres du col de Romme, Cecilie Uttrup Ludwig attaque. Elle revient sur la tête de course, puis passe le col en tête avec trente secondes d'avance sur le groupe des favorites. Son avance atteint une minute trente au kilomètre quatre-vingt-dix. Dans le col de la Colombière, Anna van der Breggen, Ashleigh Moolman et Annemiek van Vleuten font la jonction avec la Danoise. Ashleigh Moolman attaque alors, mais les autres ne la laissent pas partir. Les deux Néerlandaises accélèrent ensuite et distancent Ashleigh Moolman. Elle se classe troisième et Cecilie Uttrup Ludwig quatrième. Lotta Lepistö termine cinquième du sprint de la RideLondon-Classique.

### Août

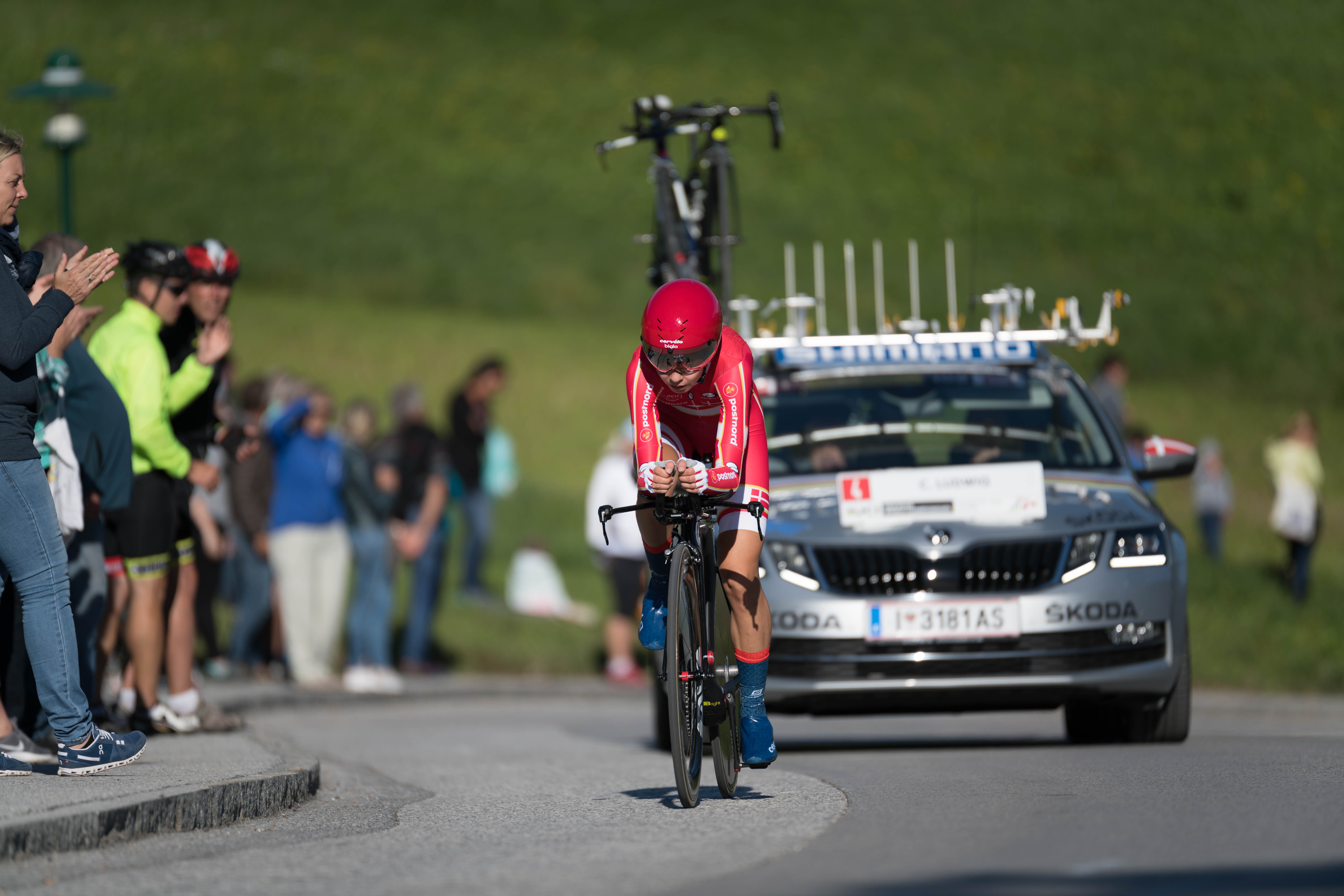
Cecilie Uttrup Ludwig lors du contre-la-montre des championnats du monde

À l'Open de Suède Vårgårda, Cervélo-Bigla est troisième du contre-la-montre par équipes derrière les formations Boels-Dolmans et Sunweb. Sur la course en ligne, dans le premier secteur en forêt, Anna van der Breggen, Marianne Vos et Cecilie Uttrup Ludwig attaquent et reviennent sur Mavi Garcia. Le peloton chasse et reprend rapidement les fuyardes. Après le quatrième secteur en forêt, Amy Pieters, Marianne Vos et Cecilie Uttrup Ludwig ouvrent la route. À l'entame du circuit final, le peloton est de nouveau groupé avec une quarantaine d'unités dans son sein. Au sprint, Lotta Lepistö est troisième derrière Kirsten Wild et Marianne Vos qui a anticipé le sprint. Cervélo-Bigla est une nouveau fois d'un contre-la-montre par équipes, cette fois au Tour de Norvège. L'équipe ne participe pas à la course par étapes du même nom.
Au Grand Prix de Plouay, dans la côte de Ty Marrec, Cecilie Uttrup Ludwig attaque. Les principales favorites répondent à cette attaque. Lors du dernier passage sur la ligne, elles sont encore vingt dans le peloton. Tout se joue dans la dernière ascension de Ty Marrec. Elles sont quinze au sommet. Au sprint, Ashleigh Moolman finit huitième.

### Septembre

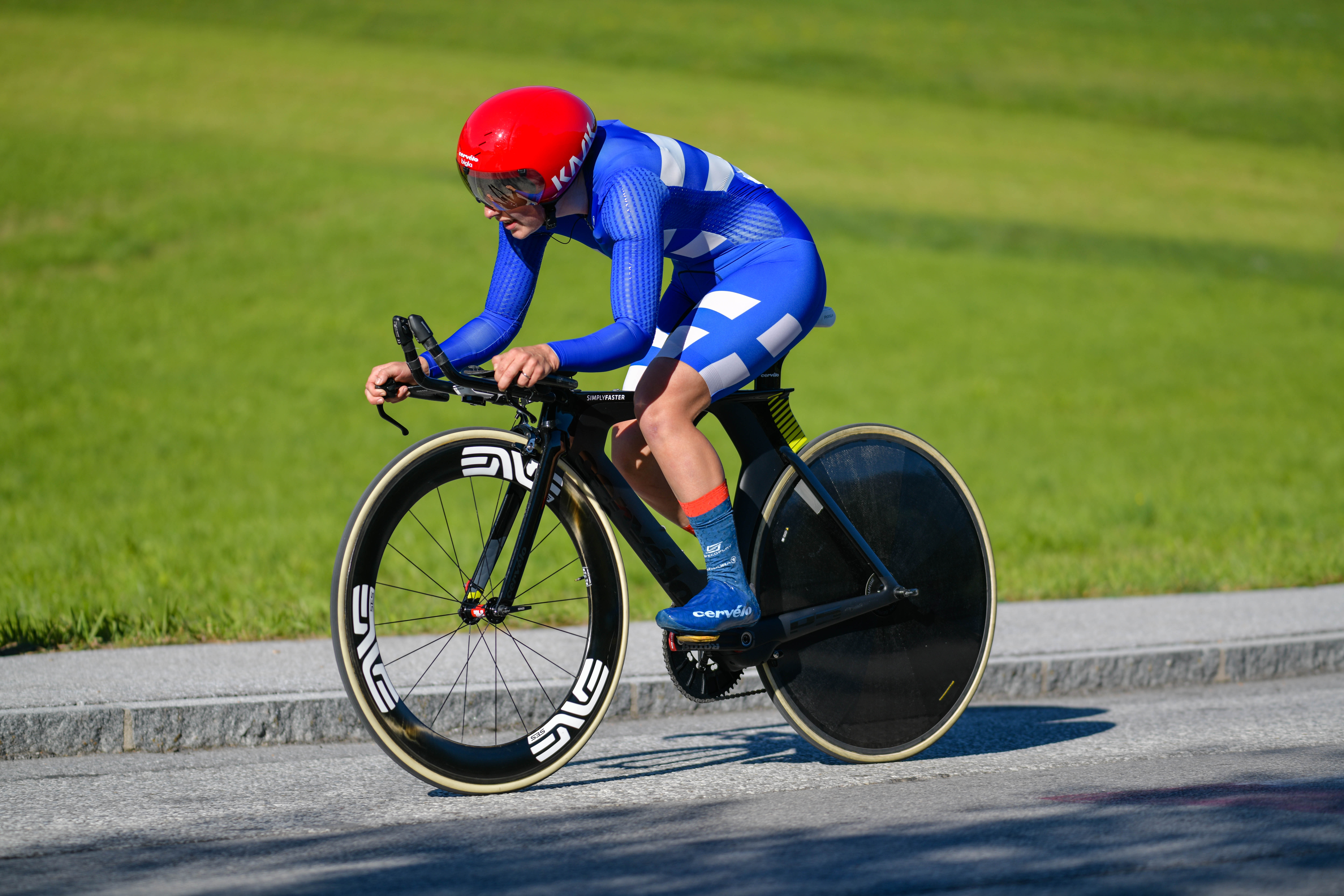
Lotta Lepistö lors du contre-la-montre des championnats du monde

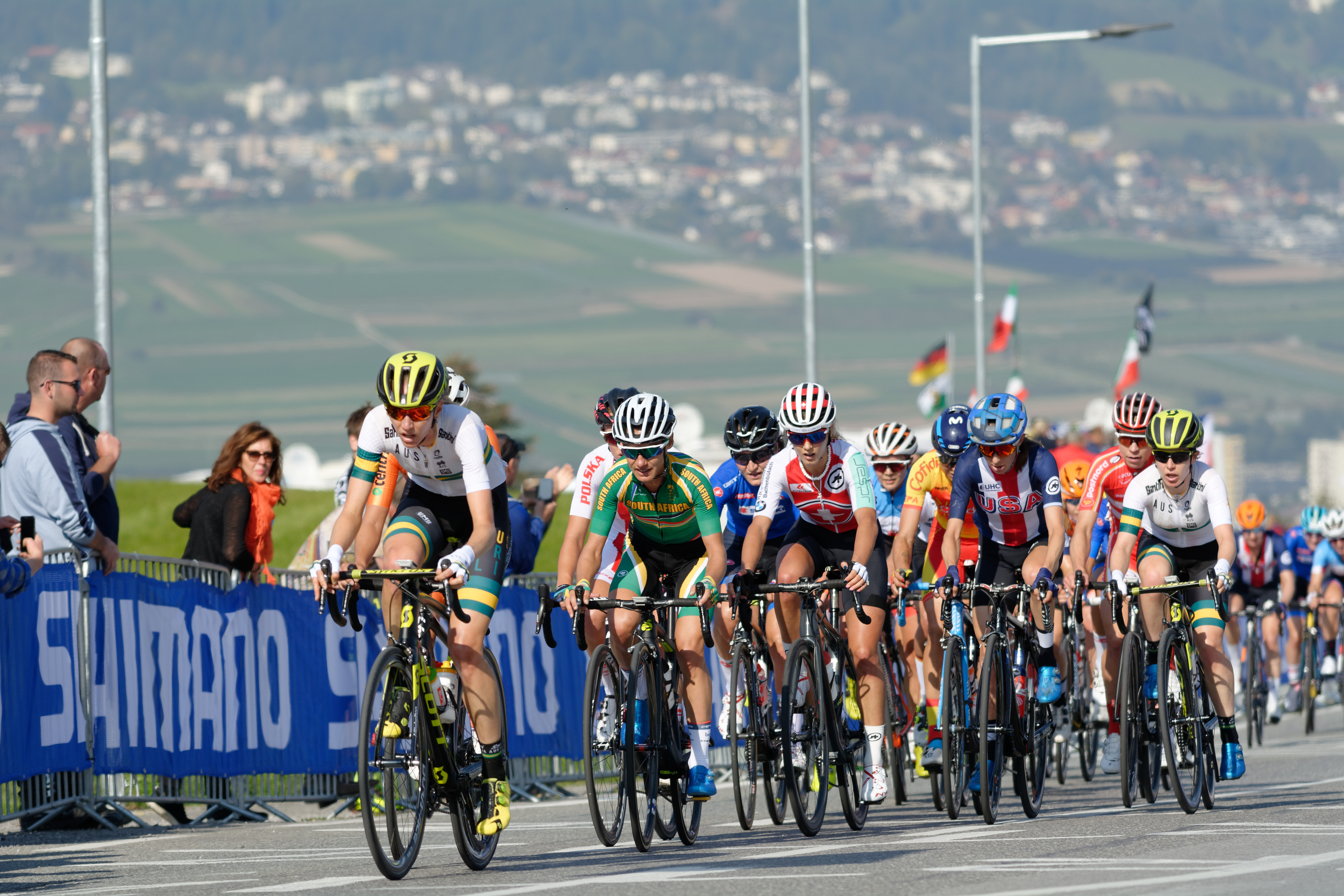
Ashleigh Moolman dans le peloton des championnats du monde

Au Tour de Toscane, Lotta Lepistö remporte le prologue devant sa coéquipière Emma Norsgaard Jørgensen. Clara Koppenburg est cinquième. Lotta Lepistö s'échappe sur la dernière étape, mais est finalement reprise. Nicole Hanselmann tente également. Finalement, Sophie Wright est sixième du classement général.
Les championnats du monde débutent par le contre-la-montre par équipes, toutefois Cervélo Bigla ne participe pas. Sur le contre-la-montre individuel, Cecilie Uttrup Ludwig est dix-huitième. Sur la course en ligne, derrière Aurela Nerlo et Ana Sanabria, un groupe de chasse se forme avec Lotta Lepistö et Emma Norsgaard Jørgensen. Dans la première ascension de la journée le peloton mené par Clara Koppenburg revient sur ces échappées. Dans la descente, un contre part avec Ellen van Dijk, Lotta Lepistö, Cecilie Uttrup Ludwig et Tatiana Guderzo. Elles sont les premières à passer la ligne d'arrivée avec trente secondes d'avance sur le peloton. La première ascension de la côte d'Igls voit Lepistö lachée. Au sommet, un nouveau regroupement s'opère. Ashleigh Moolman est dix-septième, Clara Koppenburg dix-huitième et Cecilie Uttrup Ludwig vingt-troisième. Ashleigh Moolman explique après la course avoir eu une mauvaise journée. Percluse de crampes, elle n'a pas pu influencer le cours de la course. Elle ne peut que regretter de ne pas avoir autour d'elle une équipe forte.

### Octobre
Au Tour d'Émilie, tout se joue dans la côte finale. Cecilie Uttrup Ludwig attaque dans le dernier kilomètre avec Tatiana Guderzo. L'Italienne a néanmoins du mal à suivre la Danoise. Plus loin, elles sont doublées par Rasa Leleivyte et Arlenis Sierra. Cecilie Uttrup Ludwig est troisième. Le lendemain, au Grand Prix Bruno Beghelli, Emma Norsgaard Jørgensen est quatrième du sprint.

## Victoires

### Sur route
| Victoires | Victoires                                                   | Victoires   | Victoires | Victoires             | Victoires |
| Date      | Course                                                      | Pays        | Classe    | Vainqueur             |           |
| --------- | ----------------------------------------------------------- | ----------- | --------- | --------------------- | --------- |
| 25 mai    | La Classique Morbihan                                       | France      | 1.1       | Ashleigh Moolman      |           |
| 26 mai    | Grand Prix de Plumelec-Morbihan                             | France      | 1.1       | Ashleigh Moolman      |           |
| 17 juin   | 5e étape du Tour de Grande-Bretagne féminin                 | Royaume-Uni | 2.WWT     | Lotta Lepistö         |           |
| 21 juin   | Championnat de Belgique du contre-la-montre                 | Belgique    | CN        | Ann-Sophie Duyck      |           |
| 27 juin   | Championnat de Suisse du contre-la-montre                   | Suisse      | CN        | Nicole Hanselmann     |           |
| 28 juin   | Championnat du Danemark du contre-la-montre                 | Danemark    | CN        | Cecilie Uttrup Ludwig |           |
| 29 juin   | Championnat de Finlande du contre-la-montre                 | Finlande    | CN        | Lotta Lepistö         |           |
| 30 juin   | Championnat de Finlande sur route                           | Finlande    | CN        | Lotta Lepistö         |           |
| 7 sept.   | Prologue du Tour de Toscane féminin-Mémorial Michela Fanini | Italie      | 2.2       | Lotta Lepistö         |           |

### Résultats sur les courses majeures

#### World Tour
| Date                | #  | Course                                   | Pays            | Meilleure classée        | Classement |
| ------------------- | -- | ---------------------------------------- | --------------- | ------------------------ | ---------- |
| 3 mars              | 1  | Strade Bianche                           | Italie          | Ashleigh Moolman         | 8e         |
| 11 mars             | 2  | Tour de Drenthe                          | Pays-Bas        | Ann-Sophie Duyck         | 31e        |
| 18 mars             | 3  | Trofeo Alfredo Binda-Comune di Cittiglio | Italie          | Cecilie Uttrup Ludwig    | 7e         |
| 22 mars             | 4  | Trois Jours de la Panne                  | Belgique        | Emma Norsgaard Jørgensen | 35e        |
| 25 mars             | 5  | Gand-Wevelgem                            | Belgique        | Ashleigh Moolman         | 7e         |
| 1er avril           | 6  | Tour des Flandres                        | Belgique        | Ashleigh Moolman         | 4e         |
| 15 avril            | 7  | Amstel Gold Race                         | Pays-Bas        | Lotta Lepistö            | 8e         |
| 18 avril            | 8  | Flèche wallonne                          | Belgique        | Ashleigh Moolman         | 2e         |
| 22 avril            | 9  | Liège-Bastogne-Liège                     | Belgique        | Ashleigh Moolman         | 4e         |
| 26-28 avril         | 10 | Tour de l'île de Chongming               | Chine           | -                        | -          |
| 10-13 mai           | 11 | Tour de Californie                       | États-Unis      | -                        | -          |
| 19-22 mai           | 12 | Emakumeen XXXI. Bira                     | Espagne         | Ashleigh Moolman         | 6e         |
| 13-17 juin          | 13 | The Women's Tour                         | Grande-Bretagne | Cecilie Uttrup Ludwig    | 17e        |
| 6-15 juillet        | 14 | Tour d'Italie                            | Italie          | Ashleigh Moolman         | 2e         |
| 17 juillet          | 15 | La course by Le Tour de France           | France          | Ashleigh Moolman         | 3e         |
| 28 juillet          | 16 | RideLondon-Classique                     | Grande-Bretagne | Lotta Lepistö            | 5e         |
| 10 août             | 17 | Open de Suède Vårgårda TTT               | Suède           | -                        | 3e         |
| 12 août             | 18 | Open de Suède Vårgårda                   | Suède           | Lotta Lepistö            | 3e         |
| 16 août             | 19 | Tour de Norvège TTT                      | Norvège         | -                        | 3e         |
| 17-19 août          | 20 | Tour de Norvège                          | Norvège         | -                        | -          |
| 25 août             | 21 | Grand Prix de Plouay                     | France          | Ashleigh Moolman         | 8e         |
| 28 août-2 septembre | 22 | Boels Rental Ladies Tour                 | Pays-Bas        | -                        | -          |
| 10 septembre        | 23 | La Madrid Challenge by La Vuelta         | Espagne         | -                        | -          |
| 21 octobre          | 24 | Tour du Guangxi                          | Chine           | -                        | -          |

Ashleigh Moolman est sixième du classement individuel. La formation est septième du classement par équipes.

#### Grand tour
| Grand tour            | Tour d'Italie         |
| --------------------- | --------------------- |
| Coureuse (classement) | Ashleigh Moolman (2e) |
| Accessits             | Aucun                 |

## Classement mondial
| Classement UCI | Classement UCI        | Classement UCI | Classement UCI |
| Coureuse       | Coureuse              | Pays           | Points         |
| -------------- | --------------------- | -------------- | -------------- |
| 5e             | Ashleigh Moolman      | Afrique du Sud | 1507 pts       |
| 30e            | Cecilie Uttrup Ludwig | Danemark       | 558 pts        |
| 33e            | Lotta Lepistö         | Finlande       | 540 pts        |
| 84e            | Emma Norsgaard        | Danemark       | 236 pts        |
| 97e            | Ann-Sophie Duyck      | Belgique       | 190 pts        |
| 122e           | Clara Koppenburg      | Allemagne      | 147 pts        |
| 381e           | Nicole Hanselmann     | Suisse         | 22 pts         |

Cervélo-Bigla est septième du classement par équipes.